# 1754
1754 (MDCCLIV) fue un año común comenzado en martes según el calendario gregoriano.

## Acontecimientos
- Comienzo de la guerra franco-india en las colonias de Norteamérica
- Fundación del Universidad de Columbia en la ciudad de Nueva York.
- George Washington se rinde ante las tropas francesas en Fort Necessity.
- Fue nombrado Juan Antonio de Mendoza gobernador y capitán general de Sonora y Sinaloa a principios de 1754 por el virrey Agustín de Ahumada y Villalón y parte en noviembre del mismo año a cumplir su encomienda.
- 15 de octubre: Es proclamado Doctor de la Iglesia, León I el Magno.
- 18 de octubre: Un devastador terremoto sacude la ciudad de El Cairo dejando un saldo de 40.000 muertos.

## Ciencia y tecnología
- Jean Jacques Rousseau - Discurso sobre el origen y los fundamentos de la desigualdad entre los hombres.

## Nacimientos
- 13 de febrero: Charles Maurice de Talleyrand, político y diplomático francés (f. 1838)
- 19 de febrero: Vincenzo Monti, poeta italiano.
- 11 de marzo: Juan Meléndez Valdés, político y poeta español (f. 1817)
- 14 de marzo: Pepe-Hillo, torero español (f. 1801).
- 8 de abril: Juan Sempere y Guarinos, político, economista y jurista español.
- 2 de mayo: Vicente Martín Soler, compositor español (f. 1806)
- 23 de agosto: Luis XVI, rey de Francia (1774-1791).
- 1 de octubre: Pablo I, Zar de Rusia.
- 19 de noviembre: Pedro Romero, torero español (f. 1839)
- 27 de noviembre: Georg Forster, naturalista y etnólogo alemán (f. 1794)

## Fallecimientos
- 28 de enero: Ludvig Holberg, escritor danés (n. 1684).
- 10 de marzo: Marc de Beauvau, príncipe de Craon, noble francés, virrey de Toscana (n. 1679)
- 19 de mayo: Ignacio de Luzán, escritor español (n. 1702)
- 14 de agosto: María Ana de Austria, archiduquesa de Austria y Reina de Portugal.
- 27 de noviembre: Abraham de Moivre, matemático francés (n. 1667)